# Совинек
Совинек (словен. Sovinek) је насељено место у општини Семич, регија Југоисточна Словенија, Словенија.

## Историја
До територијалне реорганизације у Словенији био је у саставу старе општине Чрномељ. Совинек постоји као самостално насеље од 2000. године. Настао је спајањем издвојених делова из насеља Оскоршница, Прапрот и Цокловца.

## Становништво
У попису становништва из 2011. године, Совинек је имао 80 становника.
| Број становника према пописима | Број становника према пописима |
| ------------------------------ | ------------------------------ |
| 2002                           | 2011                           |
| 73                             | 80                             |

Напомена: Године 2000. настала спајањем посебних делова из насеља Оскоршница, Прапрот и Цокловца.